# Bayernets
Die Bayernets GmbH mit Sitz in München ist ein deutsches Unternehmen des Energiesektors und betreibt unter der Netzbetreibernummer 700069 ein Fernleitungsnetz für Erdgas mit einer Gesamtlänge von 1.659 Kilometern in Südbayern.

## Geschichte
Bayernets wurde zum 1. Januar 2007 von der Bayerngas GmbH als deren 100%-Tochter gegründet, um die mit der Liberalisierung des Gasmarktes verbundenen Vorgaben hinsichtlich der Trennung von Netzbetrieb und Energielieferant zu erfüllen. Die BNetzA bestätigte im Jahr 2012 den Status als Unabhängigen Transportnetzbetreiber (UTB).
Um weitere Investitionen (z. B. die Monaco-Ferngasleitung von Burghausen nach Finsing) zu realisieren, wurde im Frühjahr 2017 eine Kapitalerhöhung durch die Beteiligung weiterer Gesellschafter erforderlich. Die "Monaco" (italienisch für "München") war mit rund 200 Mio. Euro das größte Leitungsprojekt der Unternehmensgeschichte. Sie ging im Dezember 2018 faktisch und am 5. April 2019 offiziell in Betrieb. Sie bringt bis zu 2 Mio. m³/h Erdgas, überwiegend aus Russland, von der österreichischen Grenze beim bayerischen Chemiedreieck in die Metropolregion München und zum Weitertransport nach Nordbayern und nach Baden-Württemberg. Sie kann aber auch in umgekehrter Richtung Gas transportieren (reverse flow).

## Gesellschafter
- 59,1 % Bayerngas[7]
- 32,4 % Stadtwerke München GmbH
- 08,5 % Stadtwerke Augsburg GmbH

## Netz
Das Netz der Gesellschaft konzentriert sich auf Oberbayern und Schwaben mit kleineren Anteilen in der Oberpfalz und Niederbayern. Es sind zahlreiche Netzkopplungspunkte zu anderen Fernleitungsnetzbetreibern – Schwerpunkt sind hier Anbindungen zum Netz von Open Grid Europe und zur MEGAL sowie zum Grenzübergangspunkt Burghausen/Überackern – und zu den ihr nachgelagerten Verteilnetzbetreibern vorhanden.

### Netzstrukturdaten
Das betriebene Netz hat eine Gesamtlänge von 1.658,8 km und ist ausschließlich ein Hochdrucknetz (Stand: 31. Dezember 2020). Zum Jahresende 2014 umfasste das Netz 1.333 km.
Die Tabelle zeigt die Anteile der Rohrdurchmesserklassen am Gesamtnetz:
| Leitungsdurchmesserklasse              | Länge     | Anteil |
| -------------------------------------- | --------- | ------ |
| A (Nennweite DN: x ≥ 1000 mm)          | 87,4 km   | 5,3 %  |
| B (Nennweite DN: 700 mm ≤ x < 1000 mm) | 359,9 km  | 21,7 % |
| C (Nennweite DN: 500 mm ≤ x < 700 mm)  | 479,9 km  | 28,9 % |
| D (Nennweite DN: 350 mm ≤ x < 500 mm)  | 366,4 km  | 22,1 % |
| E (Nennweite DN: 200 mm ≤ x < 350 mm)  | 327,8 km  | 19,8 % |
| F (Nennweite DN: 100 mm ≤ x < 200 mm)  | 27,7 km   | 1,7 %  |
| G (Nennweite DN: x < 100 mm)           | 9,7 km    | 0,6 %  |
| Gesamt                                 | 1658,8 km | 100 %  |

### Angrenzende deutsche Fernleitungsnetzbetreiber
Das Netz der bayernets grenzt an folgende deutsche Fernleitungsnetzbetreiber:
- Open Grid Europe
- Terranets BW

### Direkt nachgelagerte Verteilnetzbetreiber im deutschen Netz
Die Bayernets hat zwölf direkt nachgelagerte Verteilnetzbetreiber:
| - Energienetze Bayern GmbH - InfraServ GmbH & Co. Gendorf KG - REWAG Regensburger Energie- und Wasserversorgungs AG & Co. KG - schwaben netz GmbH - Stadtwerke Ingolstadt Netze GmbH - Stadtwerke Landshut | - Stadtwerke München Infrastruktur Region GmbH - Stadtwerke München Infrastruktur GmbH - Stadtwerke Ulm/Neu-Ulm Netze GmbH - swa Netze GmbH - Industriepark Werk Bobingen GmbH & Co. KG - terranets bw GmbH |

### Angrenzende ausländische Netzbetreiber
Das Netz der Bayernets grenzt an folgende ausländische Netzbetreiber:
| - Gas Connect Austria - TIGAS-Erdgas Tirol - EVA-Erdgasversorgung Ausserfern |

## Beteiligungen und Mitgliedschaften
Die Bayernets GmbH ist an dem Gasmarktgebiets-Betreiber NetConnect Germany (NCG) und an der Prisma (Handelsplattform) beteiligt.
Das Unternehmen ist Mitglied in der deutschen Vereinigung der Fernleitungsnetzbetreiber Gas (FNB Gas e. V.) und im Verband Europäischer Fernleitungsnetzbetreiber für Gas (ENTSO-G).